# Darja Starostina
Darja Jurjewna Starostina (ros. Дарья Юрьевна Старостина, ur. 19 października 1981 w Celinogradzie) – kazachska biegaczka narciarska. Była uczestniczką Mistrzostw świata w narciarstwie klasycznym w Ramsau (1999), Val di Fiemme (2003) i Oberstdorfie (2005), a także Zimowych Igrzysk Olimpijskich w Salt Lake City (2002) oraz Turynie (2006).
Starsza siostra Marka.

## Osiągnięcia

### Igrzyska olimpijskie
| Miejsce | Dzień     | Rok  | Miejscowość    | Konkurencja                          | Czas biegu  | Strata      | Zwyciężczyni      |
| ------- | --------- | ---- | -------------- | ------------------------------------ | ----------- | ----------- | ----------------- |
| 45.     | 9 lutego  | 2002 | Soldier Hollow | 15 km stylem dowolnym (start masowy) | 45:28,8 min | +5:34,4 min | Stefania Belmondo |
| 53.     | 19 lutego | 2002 | Soldier Hollow | sprint stylem dowolnym               |             |             | Julija Czepałowa  |
| 60.     | 22 lutego | 2006 | Pragelato      | sprint stylem dowolnym               | 2:27,58 min |             | Chandra Crawford  |

### Mistrzostwa świata
| Miejsce | Dzień     | Rok  | Miejscowość   | Konkurencja            | Czas biegu  | Strata      | Zwyciężczyni         |
| ------- | --------- | ---- | ------------- | ---------------------- | ----------- | ----------- | -------------------- |
| 68.     | 22 lutego | 1999 | Ramsau        | 5 km stylem klasycznym | 15:34,2 min | +2:44,4 min | Bente Skari          |
| 55.     | 23 lutego | 1999 | Ramsau        | 15 km bieg łączony     | 49:39,3 min | +7:11,4 min | Stefania Belmondo    |
| 52.     | 22 lutego | 2003 | Val di Fiemme | 10 km bieg łączony     | 29:34,5 min | +2:56,1 min | Kristina Šmigun-Vähi |
| 47.     | 26 lutego | 2003 | Val di Fiemme | sprint stylem dowolnym |             |             | Marit Bjørgen        |
| 24.     | 28 lutego | 2003 | Val di Fiemme | 30 km stylem dowolnym  | 1:20:06,7 h | +5:36,9 min | Olga Zawjałowa       |
| 43.     | 17 lutego | 2005 | Oberstdorf    | 10 km stylem dowolnym  | 29:52,1 min | +3:24,5 min | Kateřina Neumannová  |

### Mistrzostwa świata juniorów
| Miejsce | Dzień       | Rok  | Miejscowość         | Konkurencja                            | Czas biegu  | Strata      | Zwyciężczyni           |
| ------- | ----------- | ---- | ------------------- | -------------------------------------- | ----------- | ----------- | ---------------------- |
| 61.     | 25 stycznia | 2000 | Szczyrbskie Jezioro | 5 km stylem dowolnym                   | 17:44,1 min | +3:08,8 min | Jekatierina Sczastliwa |
| 54.     | 29 stycznia | 2000 | Szczyrbskie Jezioro | sprint stylem dowolnym                 |             |             | Pirjo Manninen         |
| 10.     | 22 stycznia | 2002 | Schonach            | 15 km stylem klasycznym (start masowy) | 45:37,4 min | +1:37,4 min | Jewgienija Krawcowa    |
| 20.     | 24 stycznia | 2002 | Schonach            | 5 km stylem dowolnym                   | 17:10,5 min | +55,4 s     | Élodie Bourgeois-Pin   |